# Песня-77
«Песня-77» — седьмой советский телевизионный фестиваль эстрадной песни из серии «Песня года». Финальный концерт проводился в Останкино, транслировался по телевидению 1 января 1978 года, повторялся 20 января.
Производство: Главная редакция музыкальных программ. Режиссёр: Л.Маслюк, Е.Аронов.
Продолжительность — 3 часа 10 минут, количество песен — 35. Именно с 1977 года количество песен-финалистов увеличилось.
Оркестр — эстрадно-симфонический оркестр Центрального телевидения и Всесоюзного радио, дирижёр народный артист РСФСР, лауреат премии Ленинского комсомола Юрий Силантьев.
Ведущие — Александр Масляков и Светлана Жильцова.
В течение года по телевидению были показаны промежуточные выпуски Песни-77, зрители написали 60000 писем с отзывами на показанные песни.
Впервые на концерте нет жюри. Гость фестиваля— космонавт Виталий Севастьянов.
Появилась новая рубрика «Премьера песни», которую открыла песня «Эхо любви» (из к/ф «Судьба» 1977 года, по роману Петра Проскурина, музыка Евгения Птичкина, слова Роберта Рождественского, исполнители Анна Герман (Польша) и Лев Лещенко). 
Тема фестиваля — 60-летие Великой Октябрьской социалистической революции.
Гимны фестиваля — «Песня остается с человеком"»(музыка Аркадий Островский, слова Сергей Островой).
Исполнители песен-финалистов вышли на сцену под музыку «Марша весёлых ребят» (из кинофильма «Весёлые ребята», музыка Исаака Дунаевского, слова Василия Лебедева-Кумача) в начале первого отделения.
Избранные песни фестиваля на Discogs: «Эхо любви» (исполнительница Анна Герман) и другие .

## Фон
История фестиваля была тесно связана с историей страны. В 1977 году, в период застоя, бард Владимир Высоцкий находился в зените неформальной славы. Инстанции не устраивало его надрывное мироощущение «Нет, ребята, всё не так, всё не так, ребята», они безуспешно пытались ограничить его влияние, потому что магнитофонные записи были бесконтрольны, а настрой песен разделяли миллионы людей. 

Высоцкий написал в стихотворении про «семидесятников»:
И нас хотя расстрелы не косили,
Но жили мы, поднять не смея глаз.
Мы тоже дети страшных лет России —

Безвременье вливало водку в нас.
По музыкальным вкусам проходил водораздел между пожилыми и молодыми, так музыкальный конфликт поколений был отражён в фильме Розыгрыш, где учительница средних лет приходит в ужас от современных ритмов, которые ей демонстрируют участники школьного ВИА.
В СССР появились дискотеки с «диск-жокеями» (ведущими, одетыми в джинсы, ценой в месячную зарплату, и подтяжки поверх яркой футболки). Комитеты комсомола (отвечали за молодёжь до 30-ти лет), беспокоились из-за «засилья западного репертуара» на дискотеках, Управления культуры засылали комиссии, дискотеки осуждали, но запретить не сумели.
Шведский ансамбль АББА — самая популярная у массовой советской публики иностранная группа и она не была запрещена. За «Мопеу-Мопеу» и прочие их хиты СССР заплатил нефтью, сырьём, картошкой.
Раймонд Паулс, негласный «крёстный отец» латышских певцов, олицетворяющих западные веяния на «Песне года», вывел за собой целую плеяду творческих коллективов: в «Песне-77»: Маргарита Вилцане  и Ояр Гринбергс  на латышском языке спели «Листья жёлтые» (Раймонд Паулс — Янис Петерс).

## Хит-парады
До 1991-го года львиную долю официальных оваций на «Песне года» срывала  София Ротару, а Алла Пугачёва была неформальным лидером . 
В 1977 году, на основе опросов аудитории был составлен и опубликован первый «Музыкальный парад» (впоследствии переименованный в «Хит-парад в рубрике «Звуковая дорожка») газеты «Московский комсомолец». Вот каков был хит-парад за декабрь 1977:
1. «Всё, что есть у меня» (В. Добрынин — Л. Дербенев) — «Самоцветы». 2. «Последний лист» (Р. Паулс — Петерс, И. Шаферан) — Н. Бумбиере и В. Лапченок, М. Вилцане и О. Гринберг. 3. «Родина моя» (Д. Тухманов — Р. Рождественский) — София Ротару. 4. «Из вагантов» (Д. Тухманов) — Игорь Иванов. 5. «Не отрекаются, любя» (М. Минков — В. Тушнова) — Алла Пугачёва. 6. «Ты мне не снишься» (В. Добрынин — М. Рябинин) — «Синяя птица». 7. «Белоруссия» (А. Пахмутова — Н. Добронравов). 8. «Как молоды мы были» (А. Пахмутова — Н. Добронравов) — Александр Градский. 9. «Старый рояль» (А. Слизунов, К. Никольский — В. Солдатов) — Группа Стаса Намина. 10. «Крик птицы» (В. Мулявин — Ю. Рябчинский) — «Песняры».
В годовой хит-парад 1977 года вошло 9 песен певицы Аллы Пугачёвой.

## Дебюты
- Роза Рымбаева, лауреат конкурса «Золотой Орфей», дебютировала на Песне-77 с песней «Алия», став, на время, третьей по популярности после Пугачёвой и Ротару
- Роксана Бабаян с песней Полада Бюль Бюль оглы «И снова солнцу удивлюсь», под аранжировку с элементами джаза
- Анна Герман (без обычной для Песни года фонограммы). Песня «Когда цвели сады» из-за восторженной реакции зрителей в концертном зале[11] была исполнена Анной Герман на бис (третий из четырёх раз за всю историю «Песен года»)[12]
- Надежда Чепрага  с песней «Шум дождя» (вступительное слово сказал гость фестиваля космонавт Виталий Севастьянов).

## Популярные песни года, представленные на фестивале
В финальном концерте прозвучали следующие хиты:
- Эхо любви в исполнении Анны Герман и Льва Лещенко[13][14].
- Когда мои друзья со мной (из к/ф «По секрету всему свету» в исполнении Большого детского хора ЦТ и ВР, п/у Виктора Попова, солист Дима Голов [15][16].
- Беловежская пуща в исполнении Большого детского хора ЦТ и ВР, п/у Виктора Попова, солист Виталий Николаев[17][18].
- «Когда цвели сады» в исполнении Анны Герман[11].
- Александр Градский — Как молоды мы были[14],
- Листья желтые[19]
- «Волшебник-недоучка» в исполнении Аллы Пугачёвой[14],
- «Родина моя» в исполнении Софии Ротару[13].

## Финалисты
В финальном концерте прозвучали следующие песни-лауреаты:
| №  | Название                                                            | Автор музыки           | Автор текста                                 | Исполнитель                                                                                               | Примечание |
| -- | ------------------------------------------------------------------- | ---------------------- | -------------------------------------------- | --- | --- |
| 1  | 1-е отделение: Такая нам судьба дана                                | Арно Бабаджанян        | Роберт Рождественский                        | Александр Чепурной, засл.арт. Укр. ССР, солист Львовского театра оперы и балета                           | |
| 2  | Комиссары                                                           | Евгений Жарковский     | Михаил Матусовский                           | Анатолий Мокренко, нар.арт. СССР, сол. Киевск.т-ра оп. и бал.им. Шевченко                                 | |
| 3  | Звезды 19-го года                                                   | Михаил Зив             | Михаил Светлов                               | Галина Улётова                                                                                            | |
| 4  | Песня о солдате                                                     | Владимир Мигуля        | Маргарита Агашина                            | Иосиф Кобзон                                                                                              | |
| 5  | Алия (на казахском языке, посвящена Алие Молдагуловой)              | Сейдулла Байтереков    | Бакир Тажибаев                               | Роза Рымбаева                                                                                             | |
| 6  | Фронтовая сестра                                                    | Алексей Экимян         | Михаил Рябинин                               | Арташес Аветян                                                                                            | |
| 7  | Помнят люди                                                         | Оскар Фельцман         | Евгений Долматовский                         | Людмила Зыкина                                                                                            | в сопровождении Государственного республиканского народного ансамбля «Россия», музыкальный руководитель Виктор Гридин |
| 8  | Где же вы, друзья-однополчане (1947)                                | Василий Соловьев-Седой | Алексей Фатьянов                             | Виктор Вуячич                                                                                             | |
| 9  | БАМовский вальс                                                     | Серафим Туликов        | Михаил Пляцковский                           | ВИА «Самоцветы»                                                                                           | |
| 10 | Река родная                                                         | Павел Аедоницкий       | Игорь Шаферан                                | Лев Лещенко                                                                                               | |
| 11 | Мне доверена песня                                                  | Георгий Мовсесян       | Лев Ошанин                                   | Иосиф Кобзон                                                                                              | |
| 12 | Всегда и снова (из к/ф «Эти непослушные сыновья»                    | Марк Фрадкин           | Евгений Долматовский                         | Людмила Сенчина, и Евгений Головин                                                                        | |
| 13 | Когда мои друзья со мной (из к/ф «По секрету всему свету»           | Владимир Шаинский      | Михаил Танич                                 | Большой детской хор ЦТ и ВР, п/у Виктора Попова, солист Дима Голов                                        | |
| 14 | Товарищ песня (из к/ф «Как закалялась сталь»)                       | Игорь Шамо             | Роберт Рождественский                        | Анатолий Мокренко и Дима Голов (солист Большого детского хора)                                            | |
| 15 | Беловежская пуща                                                    | Александра Пахмутова   | Николай Добронравов                          | Большой детской хор ЦТ и ВР, п/у Виктора Попова, солист Виталий Николаев                                  | |
| 16 | Мне приснился шум дождя                                             | Евгений Дога           | Владимир Лазарев                             | Надежда Чепрага и Владислав Коннов, солистАнсамбля советской песни                                        | Песня написана от имени космонавта, которому шум дождя приснился во время космического полёта                         |
| 17 | Весенний край                                                       | Муслим Магомаев        | Наби Хазри, русск. текст — Владимир Лазарев) | Муслим Магомаев                                                                                           | |
| 18 | Наша биография                                                      | Алексей Мажуков        | Ольга Писаржевская, Анатолий Монастырев      | Виктор Мамонов, лаур.межд.ф-ля                                                                            | в сопровожденииБольшого детского хора ЦТ и ВР, п/у Виктора Попова                                                     |
| 19 | 2 отделение Я люблю этот мир                                        | Владимир Мигуля        | Леонид Дребенёв                              | ВИА «Самоцветы», х/руководитель Юрий Маликов, заслуженный артист Удмуртской АССР                          | |
| 20 | Черемуха                                                            | Валерий Гаврилин       | Ольга Фокина                                 | Людмила Сенчина                                                                                           | |
| 21 | Эхо любви (из к/ф «Судьба» по роману Петра Проскурина)              | Евгений Птичкин        | Роберт Рождественский                        | Анна Герман (Польша) и Лев Лещенко                                                                        | |
| 22 | Звездная песня неба                                                 | Давид Тухманов         | Владимир Фирсов                              | Евгений Головин                                                                                           | |
| 23 | Тихие города (из многосер.т/ф «Опровержение»)                       | Юрий Саульский         | Игорь Шаферан                                | Ольга Воронец                                                                                             | |
| 24 | И снова солнцу удивлюсь                                             | Полад Бюль-Бюль оглы   | Илья Резник                                  | Роксана Бабаян                                                                                            | |
| 25 | Мне нравится (из к/ф Ирония судьбы, где её исполнила Алла Пугачёва) | Микаэл Таривердиев     | Марина Цветаева                              | Галина Беседина и Сергей Тараненко                                                                        | |
| 26 | Чайки над водой                                                     | Евгений Мартынов       | Андрей Дементьев                             | София Ротару, нар.арт. Укр. ССР                                                                           | |
| 27 | Вероника (на белорус.яз)                                            | Игорь Лученок          | Максим Богданович                            | ВИА «Песняры», х/р засл.арт. Бел. ССР Владимир Мулявин                                                    | |
| 28 | Когда цвели сады                                                    | Владимир Шаинский      | Михаил Рябинин                               | Анна Герман (Польша)                                                                                      | |
| 29 | Последний лист (Листья желтые, на латышском яз.                     | Раймонд Паулс          | Янис Петерс                                  | Маргарита Вилцане, заслуженная артистка Латвийской ССР, и Ояр Гринбергс,солисты Латвийской гос.филармонии | |
| 30 | Где ты раньше был                                                   | Эдуард Колмановский    | Евгений Долматовский                         | Валентина Толкунова                                                                                       | |
| 31 | Как молоды мы были (из к/ф «Моя любовь на третьем курсе»)           | Александра Пахмутова   | Николай Добронравов                          | Александр Градский                                                                                        | |
| 32 | Не отрекаются любя                                                  | Марк Минков            | Вероника Тушнова                             | Алла Пугачева                                                                                             | |
| 33 | Волшебник-недоучка                                                  | Александр Зацепин      | Леонид Дербенёв                              | Алла Пугачева,                                                                                            | |
| 34 | Романс Лапина (Что так сердце растревожено, из к/ф «Верные друзья»  | Тихон Хренников        | Михаил Матусовский                           | Муслим Магомаев                                                                                           | |
| 35 | Родина моя                                                          | Давид Тухманов         | Роберт Рождественский                        | София Ротару                                                                                              | |

## Популярные песни года, не представленные на фестивале
Популярные песни 1977 года:
- Всё могут короли (исполнитель Алла Пугачёва)[13]
- Всё, что есть у меня[2]
- «Ты мне не снишься» (В. Добрынин — М. Рябинин) — «Синяя птица»[2]
- «Старый рояль» (А. Слизунов, К. Никольский — В. Солдатов) — Группа Стаса Намина [2]